# Pachytrina wenigina
Pachytrina wenigina is een vlinder uit de familie spinners (Lasiocampidae). De wetenschappelijke naam van deze soort is voor het eerst geldig gepubliceerd in 2009 door Zolotuhin & Gurkovich.
De soort komt voor in tropisch Afrika.